# Dionisio Gómez Camargo
Dionisio Gómez Camargo (Panamá, 7 de abril de 1980) es un ex-baloncestista panameño. Tras competir durante cuatro temporadas en el baloncesto universitario estadounidense con los Arkansas Razorbacks, desarrolló la mayor parte de su carrera como profesional en Argentina y en Japón, aunque también jugó en otros países como Panamá, Estados Unidos, México, Chile y España. Fue miembro de la selección de baloncesto de Panamá, con la que llegó a disputar la Copa Mundial de Baloncesto de 2006 y el torneo de baloncesto de los Juegos Panamericanos de 2007. 
Tras retirarse trabajó entre 2014 y 2018 como parte del cuerpo de entrenadores de los Southern Utah Thunderbirds, el equipo de baloncesto de la Universidad del Sur de Utah. Asimismo en el verano de 2016 actuó como asistente del entrenador español Joaquín Ruiz Lorente, quien estuvo al mando de la selección de baloncesto de Panamá en el Centrobasket 2016.

## Trayectoria profesional

### Clubes
| Club                        | País           | Año         |
| --------------------------- | -------------- | ----------- |
| Caimanes de Río Abajo       | Panamá         | 2003        |
| Texas Rim Rockers           | Estados Unidos | 2003        |
| Estudiantes de Bahía Blanca | Argentina      | 2003 - 2004 |
| Paskolas de Navojoa         | México         | 2004        |
| Tecolotes de la UAG         | México         | 2004        |
| Deportivo Valdivia          | Chile          | 2004        |
| Central Entrerriano         | Argentina      | 2005 - 2006 |
| Libertad                    | Argentina      | 2006        |
| Central Entrerriano         | Argentina      | 2007        |
| CB Qalat                    | España         | 2007 - 2008 |
| El Nacional Monte Hermoso   | Argentina      | 2008 - 2009 |
| Quimsa                      | Argentina      | 2009 - 2011 |
| Shiga Lakestars             | Japón          | 2011 - 2014 |